# Juschny Ural Orsk
Der HK Juschny Ural Orsk (russisch Хоккейныӣ клуб Южный Урал Орск, deutsch Hockeyclub Südural Orsk) ist ein 1958 gegründeter Eishockeyklub der russischen Stadt Orsk. Die Mannschaft spielt in der zweitklassigen Wysschaja Hockey-Liga.

## Geschichte
Der Verein wurde 1958 als Komanda Orska gegründet. Anfangs spielte das Team in unterklassigen sowjetischen Ligen. In der Saison 1970/71 gelang der Aufstieg in die drittklassige Wtoraja Liga. Durch den Erfolg in der Vorrunde versuchte die Mannschaft 1989 durch die Aufstiegsrunde in die zweite Liga aufzusteigen, scheiterte als Letztplatzierter aber. Von 1992 bis 2010 war das Team in der zweitklassigen Wysschaja Liga beheimatet. 2010 wurde es in deren Nachfolgeliga Wysschaja Hockey-Liga aufgenommen. Juschny Ural Orsk fungiert als Farmteam des KHL-Teilnehmers Metallurg Magnitogorsk.